# Lavallée (Meuse)
Pour les articles homonymes, voir Lavallée.
Lavallée est une commune française située dans le département de la Meuse, en région Grand Est.

## Géographie

### Hydrographie
La commune est traversée par la ligne de partage des eaux entre les régions hydrographiques « la Seine de sa source au confluent de l'Oise (exclu) » et « la Seine du confluent de l'Oise (inclus) à l'embouchure » au sein du bassin Seine-Normandie. Elle est drainée par le ruisseau de Lavallee et le ruisseau de Vadeval,.

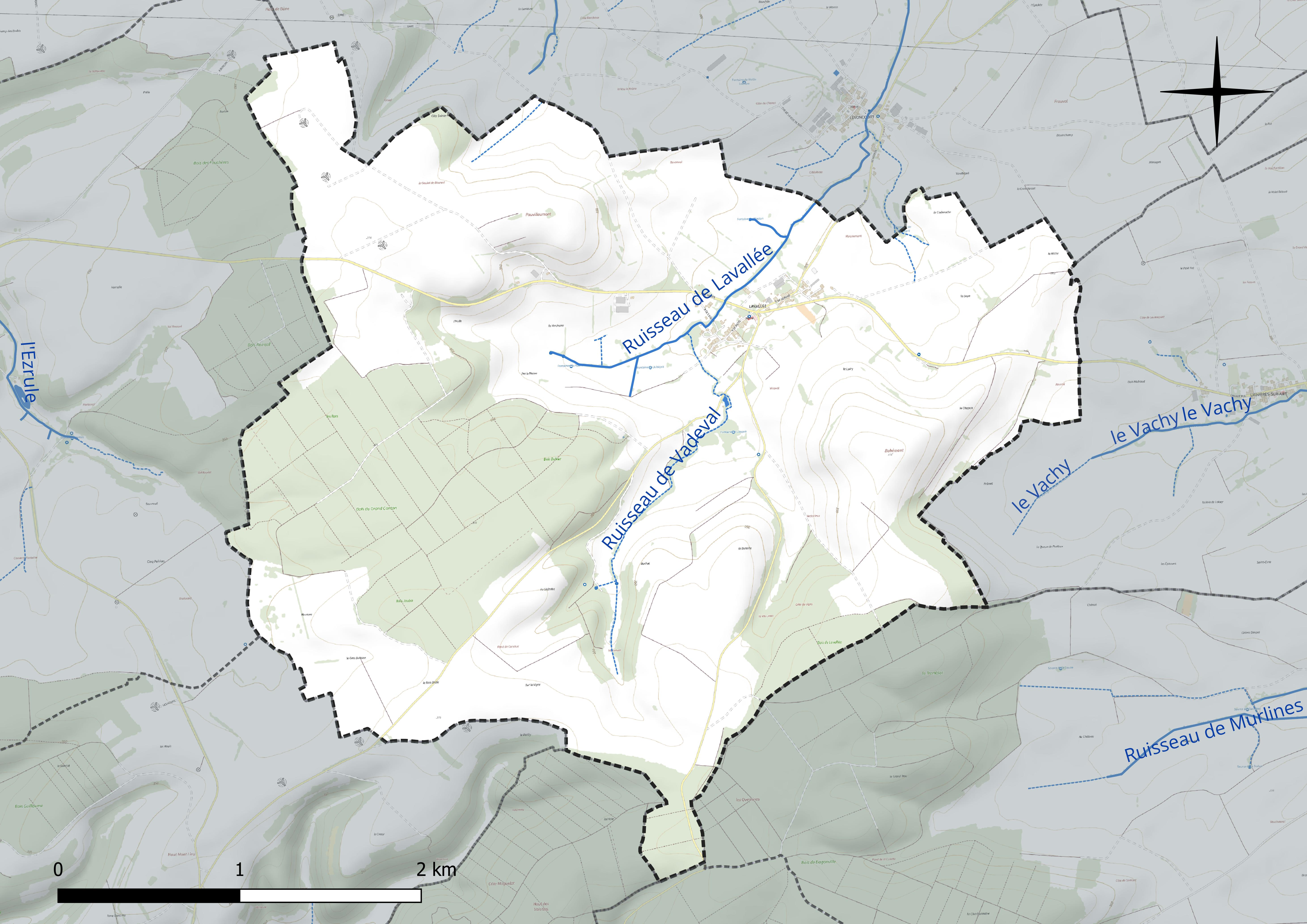
Réseau hydrographique de Lavallée.

### Climat
Pour des articles plus généraux, voir Climat du Grand Est et Climat de la Meuse.
En 2010, le climat de la commune est de type climat de montagne, selon une étude du Centre national de la recherche scientifique s'appuyant sur une série de données couvrant la période 1971-2000. En 2020, Météo-France publie une typologie des climats de la France métropolitaine dans laquelle la commune est exposée à un climat océanique altéré et est dans la région climatique  Lorraine, plateau de Langres, Morvan, caractérisée par un hiver rude (1,5 °C), des vents modérés et des brouillards fréquents en automne et hiver. 
Pour la période 1971-2000, la température annuelle moyenne est de 9,5 °C, avec une amplitude thermique annuelle de 16,1 °C. Le cumul annuel moyen de précipitations est de 1 056 mm, avec 14 jours de précipitations en janvier et 9,8 jours en juillet. Pour la période 1991-2020, la température moyenne annuelle observée sur la station météorologique de Météo-France la plus proche, « Erneville aux Bois_sapc », sur la commune d'Erneville-aux-Bois à 9 km à vol d'oiseau, est de 9,9 °C et le cumul annuel moyen de précipitations est de 1 021,5 mm. 
La température maximale relevée sur cette station est de 39,4 °C, atteinte le 25 juillet 2019 ; la température minimale est de −24,2 °C, atteinte le 18 février 1956,,. 
Les paramètres climatiques de la commune ont été estimés pour le milieu du siècle (2041-2070) selon différents scénarios d'émission de gaz à effet de serre à partir des nouvelles projections climatiques de référence DRIAS-2020. Ils sont consultables sur un site dédié publié par Météo-France en novembre 2022.

## Urbanisme

### Typologie
Au 1er janvier 2024, Lavallée est catégorisée commune rurale à habitat dispersé, selon la nouvelle grille communale de densité à sept niveaux définie par l'Insee en 2022.
Elle est située hors unité urbaine. Par ailleurs la commune fait partie de l'aire d'attraction de Bar-le-Duc, dont elle est une commune de la couronne,. Cette aire, qui regroupe 86 communes, est catégorisée dans les aires de 50 000 à moins de 200 000 habitants,.

### Occupation des sols
L'occupation des sols de la commune, telle qu'elle ressort de la base de données européenne d’occupation biophysique des sols Corine Land Cover (CLC), est marquée par l'importance des territoires agricoles (72,1 % en 2018), une proportion sensiblement équivalente à celle de 1990 (71,7 %). La répartition détaillée en 2018 est la suivante : 
terres arables (54,2 %), forêts (25,8 %), prairies (16,9 %), zones urbanisées (2,1 %), zones agricoles hétérogènes (1 %). L'évolution de l’occupation des sols de la commune et de ses infrastructures peut être observée sur les différentes représentations cartographiques du territoire : la carte de Cassini (XVIIIe siècle), la carte d'état-major (1820-1866) et les cartes ou photos aériennes de l'IGN pour la période actuelle (1950 à aujourd'hui).

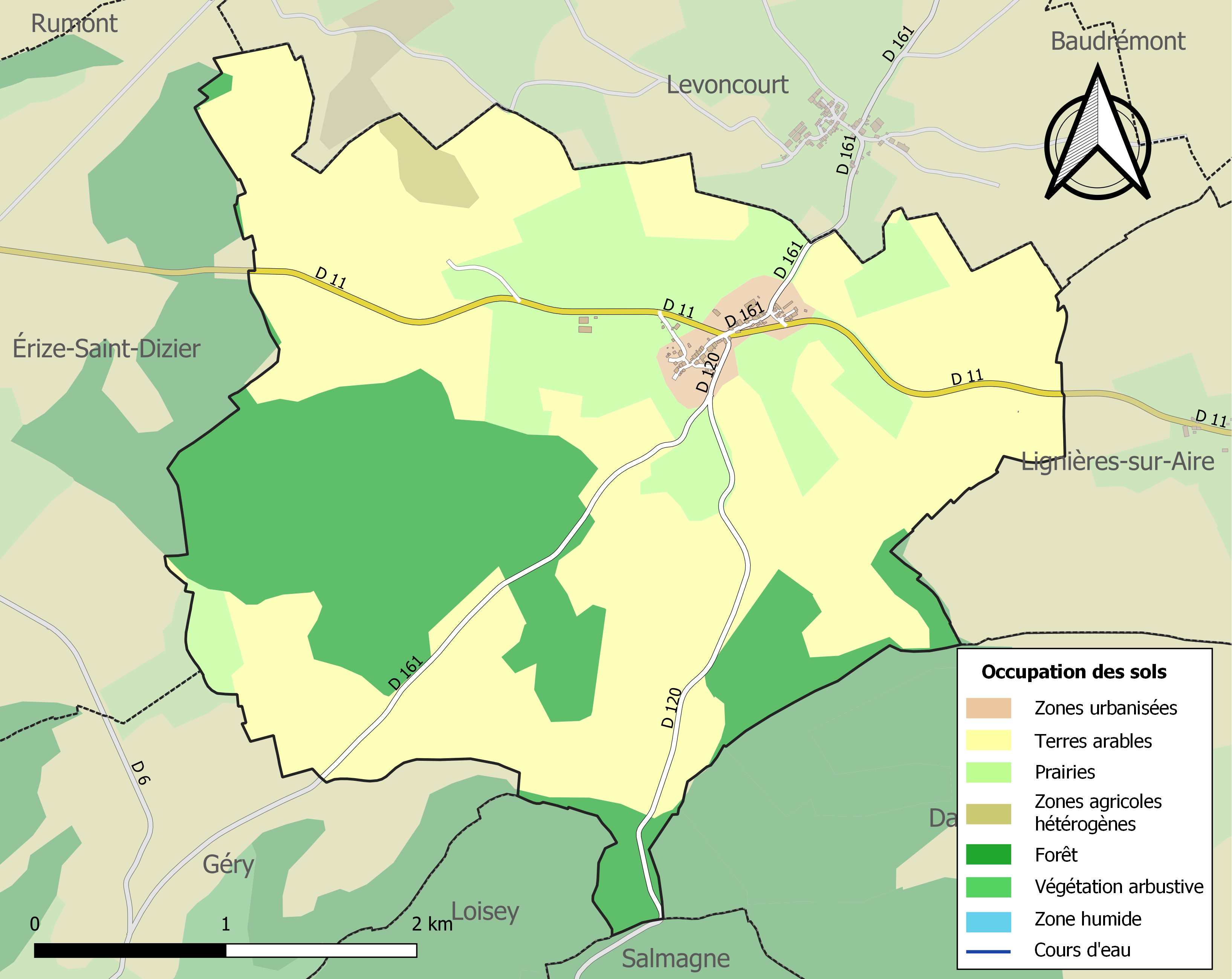
Carte des infrastructures et de l'occupation des sols de la commune en 2018 (CLC).

## Toponymie
Le nom de la localité est attesté sous les formes Vallis (xe siècle) ; Lavallée de Bussy (1332) ; Buxeyum (1402) ; Lavallée, olim Bussy (1534) ; La Vallée de Bussey et Jarminey (1535) ; La Vallée de Bussy (1579) ; La Vallée (1656) ; La Vallée du Buisson (1717) ; Le Buisson (1732).

De l'oïl vallée, avec agglutination de l'article.

## Politique et administration

### Liste des maires
| Période                                  | Période  | Identité                                     | Étiquette | Qualité |
| ---------------------------------------- | -------- | -------------------------------------------- | --------- | ------- |
| Les données manquantes sont à compléter. |          |                                              |           |         |
| avant 1981                               | ?        | Roger Moriot                                 |           |         |
| mars 2001                                | En cours | Michel Moreau Réélu pour le mandat 2020-2026 |           |         |

### Politique environnementale
Le parc éolien de Belrain, mis en service en février 2011 par Wind Prospect, est situé sur le territoire de la commune et celui voisin de Levoncourt. Composé de 4 éoliennes, il développe une puissance totale de 8 MW.

## Population et société

### Démographie
L'évolution du nombre d'habitants est connue à travers les recensements de la population effectués dans la commune depuis 1793. Pour les communes de moins de 10 000 habitants, une enquête de recensement portant sur toute la population est réalisée tous les cinq ans, les populations de référence des années intermédiaires étant quant à elles estimées par interpolation ou extrapolation. Pour la commune, le premier recensement exhaustif entrant dans le cadre du nouveau dispositif a été réalisé en 2007.

En 2022, la commune comptait 87 habitants, en évolution de −6,45 % par rapport à 2016 (Meuse : −4,4 %, France hors Mayotte : +2,11 %).
| 1793 | 1800 | 1806 | 1821 | 1831 | 1836 | 1841 | 1846 | 1851 |
| ---- | ---- | ---- | ---- | ---- | ---- | ---- | ---- | ---- |
| 301  | 269  | 299  | 347  | 353  | 321  | 345  | 356  | 332  |

| 1856 | 1861 | 1866 | 1872 | 1876 | 1881 | 1886 | 1891 | 1896 |
| ---- | ---- | ---- | ---- | ---- | ---- | ---- | ---- | ---- |
| 348  | 319  | 297  | 295  | 298  | 274  | 262  | 231  | 225  |

| 1901 | 1906 | 1911 | 1921 | 1926 | 1931 | 1936 | 1946 | 1954 |
| ---- | ---- | ---- | ---- | ---- | ---- | ---- | ---- | ---- |
| 207  | 176  | 167  | 154  | 128  | 119  | 119  | 123  | 94   |

| 1962 | 1968 | 1975 | 1982 | 1990 | 1999 | 2006 | 2007 | 2012 |
| ---- | ---- | ---- | ---- | ---- | ---- | ---- | ---- | ---- |
| 91   | 91   | 85   | 84   | 83   | 82   | 94   | 96   | 97   |

| 2017 | 2022 | - | - | - | - | - | - | - |
| ---- | ---- | - | - | - | - | - | - | - |
| 92   | 87   | - | - | - | - | - | - | - |

## Culture locale et patrimoine

### Lieux et monuments
- Église Saint-Maurice, construite en 1862.

### Héraldique
| Blason de Lavallée | Blason  | D'argent à une branche de buis de sinople ; chaussé du même ; au chef de gueules chargé d'une croisette tréflée d'or accostée de deux abeilles en vol, posées de profil et affrontées d'or, tachetées de sable et ailées d'argent. Ornements extérieursSoutiens : une tige de blé d'or, passée en sautoir avec une autre du même. |
| Blason de Lavallée | Détails | - Le V formé par le chaussé de sinople (vert) illustre une vallée et constitue des Armes par allusion pour le toponyme Lavallée, autrefois la vallée de Bussy, « la vallée du buisson » où bussy est dérivé de busse, busce du latin buxus : le buis représenté par une branche. - La croix tréflée souligne que saint Maurice est le patron de la paroisse locale. - Les deux abeilles rappellent que le village était jadis réputé pour ses ruchers et la qualité de la cire extraite. Création Robert A. Louis et adoptée le 18 décembre 2020. |